# Charles Greeley Abbot
Charles Greeley Abbot (Wilton, New Hampshire, 31. svibnja 1872. - Riverdale, Maryland, 17. prosinca 1973.), američki astrofizičar.
Bio je peti tajnik Instituta Smithsonian, od 1928. do 1944. godine. Abbot je prošao put od ravnatelja Astrofizičkog opservatorija Smithsonian, pa sve do pomoćnog tajnika, a potom i tajnika Instituta Smithsonian tijekom svoje karijere. Kao astrofizičar, istraživao je Sunčevu zračenje i njegov utjecaj na klimu, a poznat je po određivanju solarne konstante. Njegova istraživanja dovela su ga do izuma solarne ploče, solarnog kotla, solarnog destilatora vode i druge patenata na temelju solarne energije.

## Mladost i edukacija
Charles Greeley Abbot rođen je u Wiltonu, New Hampshire. Njegovi su roditelji bili poljoprivrednici, a on je bio najmlađe od četvero djece. U mladosti je izgradio i izumio brojne stvari, poput kovačke kuće za učvršćivanje alata, vodenog kotača za pogon pile i bicikla. Odustao je od škole kad je imao 13 godina da bi postao stolar. Dvije godine kasnije vratio se u srednju školu. Pohađao je Akademiju Phillips Andover. Kad je njegov prijatelj otišao u Boston, da bi položio prijemni ispit za Massachusetts Institute of Technology, Abbot je iskoristio priliku da posjeti Boston. Međutim, po dolasku bilo mu je neugodno posjetiti Boston bez razloga, pa je usput odlučio položiti prijemni ispit. Prošao je i njegova obitelj skupila je sredstva kako bi ga poslali na MIT na godinu dana. Krenuo je sa studijom kemijskog inženjerstva, ali je na kraju prešao na fiziku.
Godine 1894. je magistrirao fiziku. Opet se susreo sa Samuelom P. Langleyjem u kampusu MIT-a kad je Langley došao u posjet tražeći pomoćnika. Godine 1895. počinje raditi kao pomoćnik u Astrofizičkom opservatoriju Smithsonian.

## Astrofizički opservatorij Smithsonian
Dok je bio u Astrofizičkom opservatoriju Smithsonian (Smithsonian Astrophysical Observatory, SAO), Abbot je radio pod Samuel P. Langleyjem. Langley je promijenio svoj fokus sa sunčevog zračenja na aeronautiku, a Abbot je preuzeo istraživanje sunčevog zračenja. Abbot je sudjelovao u mnogim ekspedicijama. Godine 1900. je zajedno s Langleyem otputovao u Wadesboro u Sjevernoj Karolini kako bi promatrao pomrčinu Sunca, nakon čega je uslijedila još jedna ekspedicija promatranja pomrčine Sunca na Sumatru 1901. Tijekom svojih ekspedicijskih iskustava putovao je i u Alžir, Egipat, Južnu Afriku, Australiju i druge zemlje, često u partnerstvu s National Geographic Society. Abbot je postao vršitelj dužnosti ravnatelja SAO-a 1906., a 1907. postaje ravnateljem ustanove, nakon smrti Samuela P. Langleyja. Dok je Langley još bio direktor, posjetio je Mount Whitney i zaključio da će to biti dobro mjesto za opservatorij. Abbot je osigurao financiranje opservatorija, koji je izgrađen 1909. Kao ravnatelj, što je bio do umirovljenja, Abbot je 1929. godine otvorio Laboratorij za radijacijsku biologiju kako bi proučavao učinke zračenja na biljke i druge organizme. To je pomoglo razviti prvi val biofizičara u SAD-u.